# Goële
Pour les articles homonymes, voir Goële (homonymie).
La Goële ([ɡɔɛl] ou [ɡwal]) est un pays traditionnel d'une région naturelle située dans la région administrative Île-de-France, située dans le nord-ouest du département de Seine-et-Marne. La ville principale est Dammartin-en-Goële.
Elle correspond grossièrement aux communautés de communes du Pays de la Goële et du Multien et des Monts de la Goële.

## Géographie
Limitée par la forêt d’Ermenonville (Oise) au nord, par l’aéroport de Paris-Charles-de-Gaulle à l’ouest, le Pays de France au sud-ouest, la Brie qui s’ouvre à partir de la ville de Meaux au sud-est, et le Multien à l'est, cette région est caractérisée par de basses collines sableuses couvertes de bois et de bosquets.
La Goële présente des paysages de prairies, de champs de céréales et de betteraves et de vergers de pommiers.
À noter qu'une région naturelle du nord de la France, autour de Lens, s'appelle la Gohelle. L'étymologie commune viendrait du bas latin gauharia, « taillis », mot qui désignait à l'origine une région couverte de taillis.[réf. nécessaire]

## Communes comportantGoëledans leur nom
Actuellement, 2 communes sont concernées :
- Dammartin-en-Goële
- Montgé-en-Goële